# Katastrofe- og risikomanagement
Katastrofe- og Risikomanageruddannelsen er en professionsbacheloruddannelse, der tilbydes på Københavns Professionshøjskole. Uddannelsen blev første gang udbudt i 2010. Det første år var der udbudt 90 studiepladser, og allerede i april måned havde 94 studerende søgte ind, heraf de 72 med uddannelsen som første prioritet. Ved det endelige optag i juli måned 2010 viste det sig, at 143 havde søgt uddannelsen som 1. prioritet.
Uddannelsens indhold handler blandt andet om risikohåndtering og forebyggelse af ulykker og katastrofer i samfundet. Under uddannelsen får man bl.a. mulighed for at arbejde med risikoanalyse og beredskabsplanlægning.